# Ñuble (estación)
Ñuble es una estación de combinación ferroviaria que forma parte de la red del Metro de Santiago de Chile. Se encuentra a nivel del suelo entre las estaciones Irarrázaval y Rodrigo de Araya de la línea 5, y subterránea entre las estaciones Bío Bío y Estadio Nacional de la línea 6.
En el marco de las protestas en Chile iniciadas en octubre de 2019, la estación sufrió daños en su sala de control y en equipamientos eléctricos. Debido a lo anterior, la estación se mantuvo disponible solo para combinación entre las líneas 5 y 6 entre el 6 de noviembre y el 2 de marzo de 2020, cuando fue reabierta para entrada y salida de pasajeros.

## Entorno y características

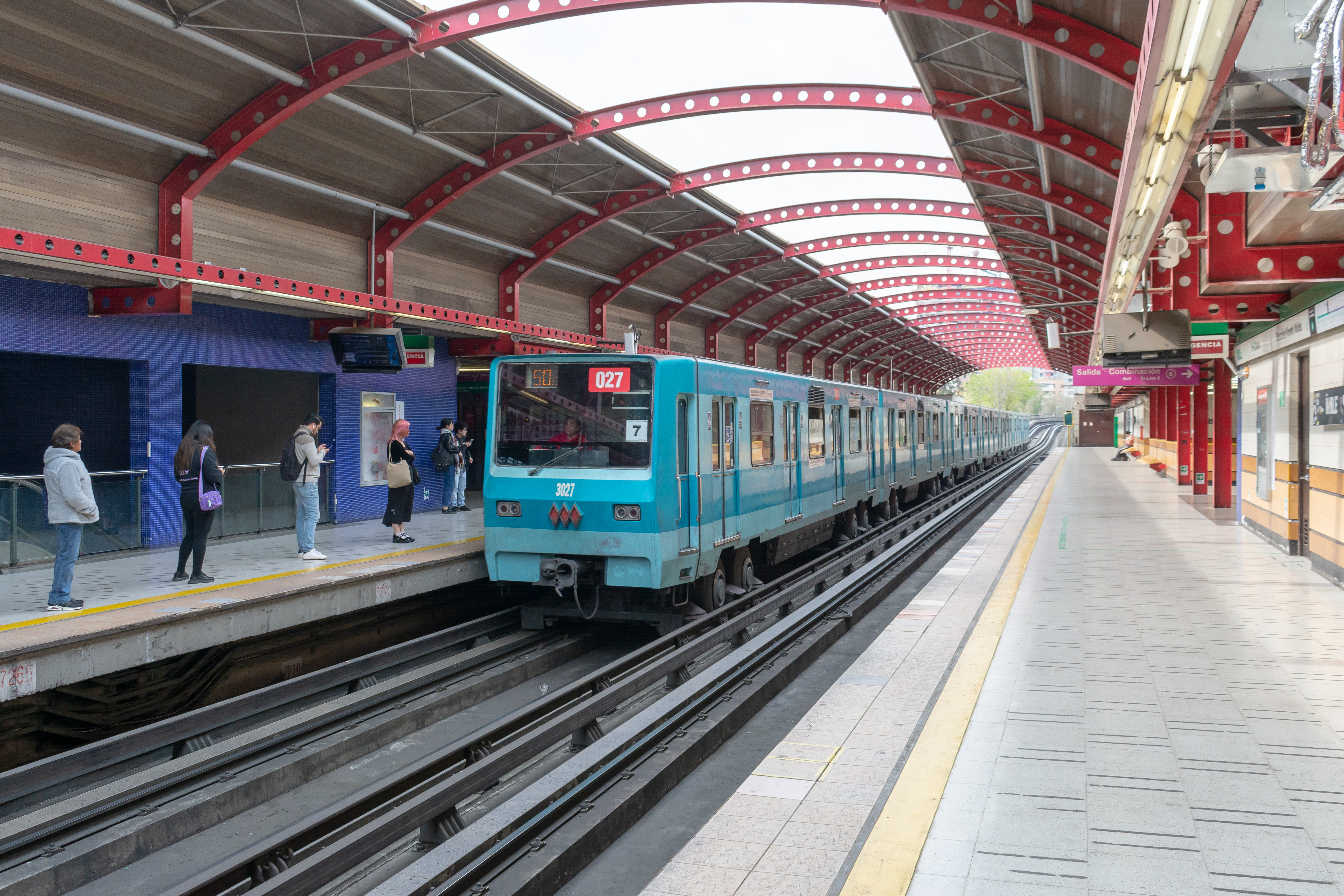
Andenes de la estación de la Línea 5.

Ocupa un terreno  por donde antiguamente transitaba el Ferrocarril de Circunvalación de Santiago y el Ferrocarril Santiago-Puente Alto. El terreno donde se ubica la Estación Ñuble del Metro se ubica entre la antigua estación San Eugenio de los Ferrocarriles de Circunvalación y de Puente Alto y la desaparecida estación Santa Elena. Hoy es posible ver un galpón de dicha estación en la esquina de Avenida Vicuña Mackenna con Diagonal Vicuña Mackenna, saliendo del paso sobre nivel que cruza la Avenida Vicuña Mackenna frente al antiguo edificio de COPESA, e incluso está sobre un paso a desnivel por donde la Avenida Carlos Dittborn (continuación natural de la calle Ñuble hacia el oriente) se hundía para dejar paso al ferrocarril que se dirigía a Ñuñoa.
Es posible ver todavía las entradas de los desvíos del Ferrocarril de Circunvalación, el cual dejó de funcionar en 1995.
La estación se encuentra a nivel del suelo antes de elevarse o hundirse por las estaciones colindantes, rodeada en su lado oriente por conjuntos habitacionales (casas) y por su lado poniente por las antiguas dependencias del diario La Tercera. 
El flujo de pasajeros es regular y tiende a ser moderado. A sus alrededores se ubica la Villa Olímpica de Santiago y 5 cuadras de distancia hacia el oriente, la entrada por avenida Marathon del Estadio Nacional de Chile.
El 25 de septiembre de 2017 la estación dejó de ser Ruta Roja para convertirse en Estación Común, producto de la inauguración de la Línea 6, realizada el 2 de noviembre de 2017.

### Accesos
| Acceso | Intersección                                |
| ------ | ------------------------------------------- |
| A      | Av. Vicuña Mackenna con Av. Carlos Dittborn |

## Origen etimológico
Su nombre se debe a la cercanía de la estación con la avenida Ñuble, ubicada a escasos metros al poniente. También evoca a la antigua estación de trenes del mismo nombre que se emplazaba en ese mismo lugar.
La palabra ñuble tiene su origen en el mapudungún, en el cual su significado es "río de corriente angosta y obstaculizada"  o "lugar obstruido".

## Talleres San Eugenio
Hacia el norte de la estación se encuentran los Talleres San Eugenio del Metro, los cuales ocupan los terrenos de la antigua Estación Ñuñoa del Ferrocarril de Circunvalación, que comenzó a operar en la década de 1940. Su ubicación está en calle San Eugenio 875 en la comuna de Ñuñoa, del cual adquiere su nombre. Además sirven de cocheras para los trenes que prestan servicio en la Línea 5.

## Galería

Antiguo símbolo con que se identificó a la estación.
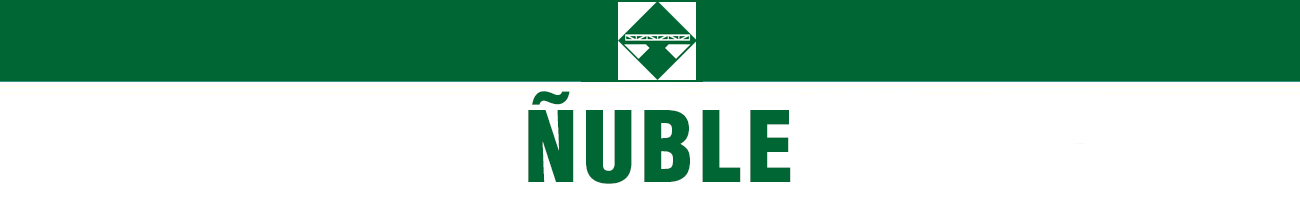
Cenefa utilizada en 1997.
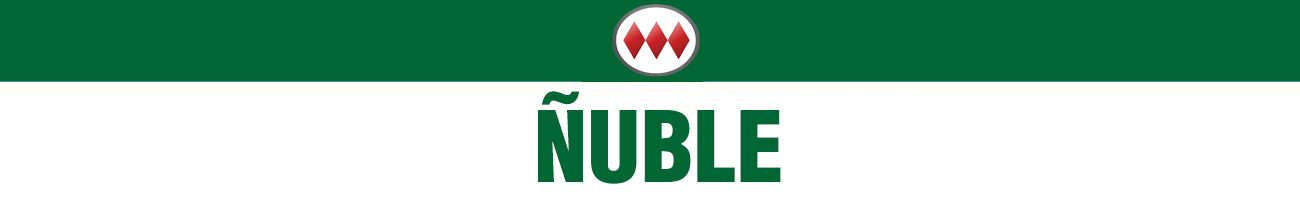
Cenefa utilizada actualmente en los andenes de la Línea 5.
Pictograma que identifica a la estación en Línea 6.
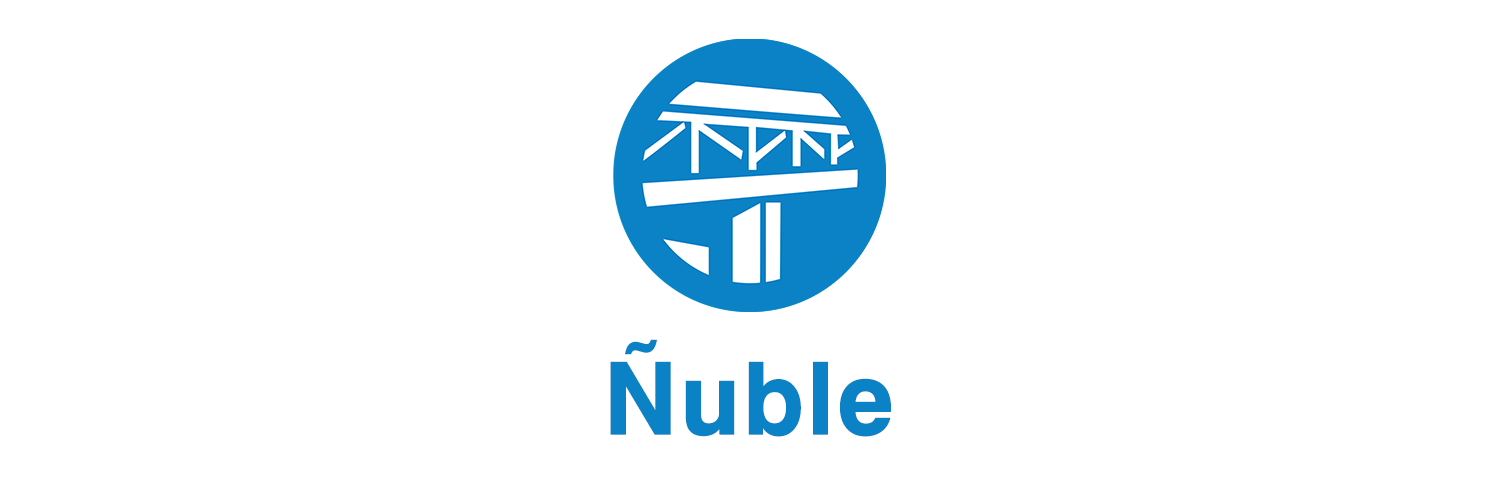
Cenefa utilizada actualmente en los andenes de la Línea 6.

## Conexión con Red Metropolitana de Movilidad
La estación posee 4 paraderos de la Red Metropolitana de Movilidad en sus alrededores, los cuales corresponden a:
| Paradero/ Código               | Recorridos |
| ------------------------------ | --- |
| Parada 1 / Metro Ñuble (PA181) | 210 (Puente Alto) - 210e (Puente Alto) - 210v (Avenida México) - 213e (Plaza Italia) - F30n (Bajos de Mena)                                |
| Parada 2 / Metro Ñuble (PD204) | 210 (Estación Central) - 210e (Estación Central) - 210v (Estación Central) - 213e (Plaza Italia) - D05 (Metro Franklin) - F30n (La Moneda) |
| Parada 3 / Metro Ñuble (PA502) | D05 (Av. Tobalaba) - H07 (Fin del recorrido)                                                                                               |
| Parada 4 / Metro Ñuble (PA614) | H07 (Metro Ñuble) - H13 (Posta Central) |